# لغة الإشارة الإماراتية
لغة الإشارة الإماراتية هي لغة إشارة تستعمل في الإمارات العربية المتحدة. ومن غير الواضح ما إذا كان هناك لغة واحدة أو لغات متعددة في جميع أنحاء الإمارات العربية المتحدة، وما إذا كانت هذه اللغة قد تطورت محليا أو قدمت من الخارج. من الممكن واحدة (أو ربما أكثر من ذلك، إذا كان هناك أكثر من لغة واحدة) قد تكون من أسرة لغة الإشارة العربية. ويجري التخطيط لقاموس. ولا يقتصر استعمال لغة الإشارة في الإمارات العربية المتحدة على الصم والبكم ولكن قد يستعملها آخرون لأغراض خاصة كما في القنوات التلفزيونية وكذلك قد تستعملها الشرطة ليكونوا قادرين على فهم واستخدام لغة الإشارة للتواصل مع فئة الصم.
قامت مؤسسة زايد العليا لأصحاب الهمم بتطوير لغة الإشارة الإماراتية وهي أول لغة إشارة للصم في لهجة دولة الإمارات العربية المتحدة وهي لغة مرجعية موحدة للأشخاص ذوي الإعاقة السمعية في دولة الإمارات العربية المتحدة. أطلقت دولة الإمارات العربية المتحدة أول قاموس للغة الإشارة في عام 2018 في حين أصدر أول قاموس للغة الإشارة العربية الموحدة في عام 2001. قامت ثماني سلطات -بمساعدة 60 شخصًا من ذوي صعوبات السمع ومتخصصي لغة الإشارة من جميع أنحاء دولة الإمارات العربية المتحدة- بتجميع القاموس ويُستخدم لتوحيد الإشارات التي يستخدمها الأشخاص الصم في دولة الإمارات العربية المتحدة. ويتضمن تفاصيل عن الثقافة والتراث الإماراتي مثل: الملابس التقليدية والأطعمة المحلية والأماكن التاريخية والتي أختيرت مسبقًا، وينقسم إلى العديد من الأقسام التي تغطي موضوعات مثل الأرقام والبلدان والأسرة والدين.
وفقًا للاتحاد العالمي للصم (WFD) يوجد ما يقرب من 72 مليون شخص أصم في جميع أنحاء العالم يستخدمون أكثر من 300 لغة إشارة مختلفة.

## أول مدرسة للصم في الإمارات العربية المتحدة
تأسست مدرسة الأمل للصم في الشارقة عام 1979 وهي أول مدرسة في دولة الإمارات العربية المتحدة مخصصة فقط لتعليم الأطفال الصم وضعاف السمع. منذ إنشائها كانت المدرسة الوحيدة في البلاد التي قاموا ببناؤها لتلبية احتياجات مجتمع الصم.

### خريجو مدرسة الأمل للصم
مدرسة الأمل للصم التي تأسست عام 1979 ستتخرج منها 93 طالباً وطالبة في المرحلة الثانوية بحلول عام 2021. احتفلت المدرسة بتخرج تسعة طلاب إضافيين من المدرسة الثانوية في عام 2021.

#### برنامج التعلم
منذ عام 2013 أدرجت مدرسة الأمل للصم برنامج محمد بن راشد للتعلم الذكي ضمن مناهجها الدراسية بما يتماشى مع المعايير التعليمية لوزارة التربية والتعليم. وبالتزامن مع هذه المبادرة بدأت شركة آرا للبترول بالتعاون مع وزارة التربية والتعليم مشروعًا كبيرًا لبناء استوديو رقمي حصريًا لمدرسة الأمل للصم. وبموجب مذكرة التفاهم بين ARA ووزارة التعليم تولت ARA المسؤولية المالية عن المشروع. ويشمل ذلك تمويل مرحلة التصميم بالإضافة إلى شراء جميع المعدات اللازمة لتشغيل الاستوديو التعليمي الرقمي.

## إمكانية الوصول إلى الخدمة
في عام 2009 أجرت هيلدي هاوالاند دراسة استقصائية دولية للتحقيق في مدى توفر مترجمي لغة الإشارة بالإضافة إلى التدريب والدعم المقدم للسكان الصم. وشملت الدراسة منطقة الشرق الأوسط وشمال أفريقيا ضمن نطاقها.
كان لدى كل دولة مشاركة في الاستطلاع ممثل أجاب على خمسة أسئلة بنعم أو لا. وحصلت الإمارات العربية المتحدة على ثلاث نقاط ما يشير إلى إجابتها بنعم على الأسئلة الثلاثة الأولى. وكانت الأسئلة:
1. إذا تمكن الصم من الوصول إلى الخدمات الحكومية
2. إذا كانت هناك "خدمة ترجمة لغة الإشارة" في بلدهم
3. إذا كان لدى المترجمين أي مؤهلات في الترجمة
4. إذا كان هناك مدونة أخلاقية للمترجمين
5. لو كانت الحكومة مسؤولة عن رواتبهم

## روابط خارجية
- قاموس لغة الإشارة الإماراتي